# Марченко Ніна Яківна
Ні́на Я́ківна Ма́рченко (нар. 15 жовтня 1940, Ленінград) — українська художниця-живописець; член Спілки радянських художників України з 1973 року. Заслужена художниця УРСР з 1976 року.

## З життєпису
Народилася 15 жовтня 1940 року у місті Ленінграді (нині Санкт-Петербург, Росія). 1965 року закінчила Київський державний художній інститут, де навчалася зокрема у Сергія Григор'єва, Олександра Будникова, Карпа Трохименка, Іллі Штільмана. Дипломна робота — картина «Повернене дитинство», присвячена дітям Бухенвальда. До 1968 року навчалась у творчих майстернях при Академії мистецтв СРСР у Києві у Василя Забашти і Леоніда Чичкана.
Живе у Києві, в будинку на вулиці Заньковецької, № 6, квартира 39.

## Творчість
Працює в галузі станкового живопису, авторка тематичних полотен, пейзажів у реалістичному стилі. Серед робіт:
- 1965 — «Повернене дитинство»;
- 1968 — «Студенти-медики»;
- 1970 — «Ніхто не забутий»;
- 1971 — «На свято»;
- 1972 — «Материнські думи»;
- 1974 — «Майбутньому поколінню»;
- 1975 — «Народні майстри»;
- 1976 — «Мир. Кінець війни»;
- 1976 — «Вони мріяли про Перемогу»;
- 1984 — «Жінки Донбасу»;
- 1985 — «Червоні маки — гірка пам'ять війни»;
- 1985 — «Пам'ять»;
- 1987 — «Посвячені яблука»;
- 1988 — «Чекала мати сина»;
- 1992 — «Нове життя»;
- 1994 — «Теплий вечір»;
- 1995 — «Бабусин хліб».

У 1990-х роках за пропозицією американського колекціонера Вільяма Моргана та американського дослідника Голодомору 1932—1933 років Джеймса Мейса написала чотири картини на тему голодомору:
- «Останній шлях»: худий від голоду хлопець, під спостереженням односельців, тягне через село на візку померлого;
- «Мати 1933-го»: в пшеничному полі на колінах доньки лежить мертва мати, яку пробує розбудити малюк з роздутим від голоду животом;
- «Діти Голодомору»: до виснажениої від голоду матері з двома дітьми, що сидять на порозі власного будинку, наближається хлопчик з протянутим казанцем;
- «Дорога скорботи»: голодуючі селяни дивляться у слід підводі з трупами, які везуть на поховання[3].

Полотна виставлялися в Українському домі і Будинку учителя в Києві. Нині це приватна власність Вільяма Моргана.
Учасниця всеукраїнських, всесоюзних художніх виставок з 1963 року.
Оремі роботи художниці зберігаються у картинних галереях США, Франції, Чехії, Болгарії, Австрії, Росії.